# Worek na linę
Worek (plecak, torba lub płachta) na linę – pojemnik wykonany z tkaniny lub tworzywa sztucznego przeznaczony do transportowania liny wspinaczkowej i rozkładania jej u stóp drogi wspinaczkowej.
Worek na linę zbudowany jest tak, aby można było go rozłożyć na ziemi w postaci szerokiej płachty, pełniącej rolę izolacji od podłoża. Chroni to linę przed wilgocią, brudem oraz ziarnami piasku. Piasek dostający się między włókna liny może bowiem powodować ich systematyczne przecinanie, obniżając trwałość i wytrzymałość liny. 
Worki na linę przeznaczone do wspinaczki skałkowej często mają postać plecaka. Ponadto, znajdujące się wewnątrz worka pętelki umożliwiają przywiązywanie końców liny, dzięki czemu po rozłożeniu worka można łatwo odnaleźć i wyciągnąć koniec liny bez ryzyka przypadkowego utworzenia węzła.